# Max Miedinger
Max Miedinger, född 24 december 1910 i Zürich, död 8 mars 1980 i Zürich, var en schweizisk grafiker och typograf, mest känd för att ha skapat typsnittet Helvetica.